# Terje Venaas
Terje Venaas, né le 30 mars 1947 à Molde et mort le 9 avril 2025, est un musicien norvégien, contrebassiste de jazz connu pour ses collaborations avec divers artistes internationaux et pour ses participations à un grand nombre d'enregistrements.
Il commence au club de jazz de Molde Storyville Jazz Club (1962), puis joue à l'orchestre Åge Venås' orkester (avec Geir Schumann au piano et Svein Jens Thorsø à la batterie).
Il commence sa carrière au Molde Jazz Festival en 1967. Il rejoint le Club 7-miljøet (1967–) et joue entre autres avec Jan Garbarek, Espen Rud et Carl Magnus Neumann, puis enregistre son premier disque avec Terje Rypdal en 1968. Venaas compte parmi les artistes de jazz norvégiens les plus marquants et joue avec des musiciens internationalement connus et dans de nombreux enregistrements.
Il collabore avec le Per Husbys trio avec Chet Baker (The improviser, Cadence Jazz Records). Venaas joue aussi avec Dexter Gordon (au Club 7, 1972), Toots Thielemans (1986), Michel Petrucciani (Kongsberg Jazzfestival, 1986). Terje Venaas a également travaillé avec le chanteur populaire norvégien Lillebjørn Nilsen.